# Ludwig Kostroun
Ludwig Kostroun (* 25. Jänner 1907 in Wien; † 26. November 1972 ebenda) war ein österreichischer Schneidermeister und Politiker (SPÖ). Kostroun war von 1945 bis 1971 Abgeordneter zum österreichischen Nationalrat.

## Leben
Kostroun besuchte nach der Volksschule die Bürgerschule sowie die Fachschule. Er erlernte den Beruf des Schneiders und war in der Folge als Schneidermeister tätig. Kostroun war von 1933 bis 1934 Obmann der Gewerkschaft der Bekleidungsarbeiter und war 1934 in Wien sowie im Anhaltelager Wöllersdorf interniert.
Von Februar 1954 bis zu seiner Deckung im Jänner 1957 war er Mitglied der Freimaurerloge Zukunft.

## Politik
Nach dem Ende des Zweiten Weltkrieges wurde Kostroun am 19. Dezember 1945 als Abgeordneter zum Nationalrat angelobt, in dem er die SPÖ bis zum 4. November 1971 vertrat. 
Kostroun war Vizepräsident der Bundeskammer der gewerblichen Wirtschaft, Obmann-Stellvertreter der Pensionsversicherungsanstalt der gewerblichen Wirtschaft, Präsident des Freien Wirtschaftsverbandes Österreich und Mitglied des Bundesparteivorstandes der SPÖ.